# Vuelo a alta velocidad

Patrones de flujo transónico en un perfil aerodinámico que muestran la formación de ondas de choque a diferentes números de Mach (M) en vuelo a alta velocidad.

En el vuelo a alta velocidad, las hipótesis de incompresibilidad del aire utilizadas en la aerodinámica a baja velocidad ya no son válidas. En la aerodinámica subsonica, la teoría de la sustentación se basa en las fuerzas generadas sobre un cuerpo y un gas en movimiento (aire) en el que está inmerso. A velocidades inferiores a aproximadamente 480 km/h o 130 metros/segundo (300 mph; 260 nudos), el aire puede considerarse incompresible en relación con una aeronave, ya que, a una altitud fija, su densidad permanece casi constante mientras que su presión varía. Bajo esta hipótesis, el aire se comporta igual que el agua y se clasifica como un fluido.
La teoría aerodinámica subsónica también asume que los efectos de la viscosidad (la propiedad de un fluido que tiende a impedir el movimiento de una parte del fluido con respecto a otra) son insignificantes, y clasifica el aire como un fluido ideal, conforme a los principios de la aerodinámica de fluidos ideales, tales como la continuidad, principio de Bernoulli y circulación. En realidad, el aire es compresible y viscoso. Si bien los efectos de estas propiedades son insignificantes a bajas velocidades, los efectos de la compresibilidad, en particular, se vuelven cada vez más importantes a medida que aumenta la velocidad del aire. La compresibilidad (y, en menor medida, la viscosidad) es de suma importancia a velocidades que se acercan a la velocidad del sonido. En estos rangos de velocidad transónica, la compresibilidad provoca un cambio en la densidad del aire alrededor de un avión.
Durante el vuelo, un ala produce sustentación al acelerar el flujo de aire sobre la superficie superior. Este aire acelerado puede alcanzar velocidades supersónicas, y de hecho lo hace, aunque el avión en sí pueda estar volando a una velocidad subsónica (número de Mach < 1,0). En algunos ángulos de ataque extremos, en algunos aviones, la velocidad del aire sobre la superficie superior del ala puede ser el doble de la velocidad del avión. Por lo tanto, es perfectamente posible que haya flujos de aire supersónicos y subsónicos en un avión al mismo tiempo. Cuando las velocidades del flujo alcanzan velocidades sónicas en algunos puntos del avión (como la zona de máxima arqueamiento del ala), una mayor aceleración provocará la aparición de efectos de compresibilidad, como la formación de onda de choque, el aumento de la resistencia, sacudidas, estabilidad y dificultades en el sistema de control de vuelo de la aeronave. Los principios del flujo subsónico no son válidos a velocidades superiores a este punto.